# وارنا (کومونه)
وارنا (به ایتالیایی: Varenna) یک کومونه در ایتالیا است که در استان لکو واقع شده‌است.

## خصوصیات
وارنا ۱۱٫۲ کیلومترمربع مساحت و ۸۱۲ نفر جمعیت دارد و ۲۲۰ متر بالاتر از سطح دریا واقع شده‌است.